# Удонг
Удонг (кхмер. ឧដុង្) — місто в Камбоджі, розташоване в північно-західній частині провінції Кампонгспи, за 35 км на північний захід від столиці країни, міста Пномпень, біля підніжжя пагорбу Пном Удонг.
Від початку XVII століття до 1865 року Удонг був столицею Камбоджі. Там розташовані усипальниці камбоджійських королів.
1 вересня 1992 року місто стало кандидатом на внесення до Світової спадщини ЮНЕСКО.